# Robert Böhm
Robert Böhm (Lubliniec, 28 maart 1988) is een in Polen geboren Duits voetbalkeeper.
Hij kwam uit voor St. Hubert, Viersen, Borussia Mönchengladbach, Schalke 04, SV Straelen en KFC Uerdingen voor hij bij VVV kwam in het seizoen 2008/2009. Böhm had zichzelf gemeld bij VVV-Venlo en kreeg later een contract aangeboden. Hij debuteerde voor VVV op 30 oktober 2009 in de thuiswedstrijd tegen NAC Breda. In het seizoen 2010/11 speelde hij voor MVV Maastricht.

## Carrière
| Seizoen | Club           | Land      | Competitie         | Wed. | Goals |
| ------- | -------------- | --------- | ------------------ | ---- | ----- |
| 2007/08 | SV Straelen    | Duitsland | Oberliga Nordrhein | 0    | 0     |
| 2008/09 | VVV-Venlo      | Nederland | Eerste divisie     | 0    | 0     |
| 2009/10 | VVV-Venlo      | Nederland | Eredivisie         | 3    | 0     |
| 2010/11 | MVV Maastricht | Nederland | Eerste divisie     | 2    | 0     |
| Totaal  | Totaal         | Totaal    | Totaal             | 5    | 0     |